# جارات أبي موسى (فلم)
جارات أبي موسى هو فيلم درامي تاريخي مغربي من إخراج محمد عبد الرحمن التازي سنة 2003، وبطولة كل من بشرى شرف، عمر شنبوط، محمد مفتاح، أحمد الطيب العلج، نعيمة المشرقي، عبد اللطيف هلال، وآخرون.
قصة الفيلم مقتبسة من رواية جارات أبي موسى لأحمد التوفيق (1997).

## القصة
تدور أحداث الفيلم خلال حقبة القرن 14 تحت حكم المرينيين، من خلال قصة «شامة»، وهي فتاة تثير إعجاب الشبان، من بينهم مستشار الملك الذي يُغرم بها ويقرر الزواج بها. ابتداء من هاته اللحظة تتحول حياة «شامة» من قهر العبودية إلى رغد العيش في ظل القصر. لكن، إثر وفاة زوجها تُحرم من حقوقها وتُجبر على الانتقال من رفاهية القصر إلي جحيم فندق صغير. 